# 青の住人
「青の住人」（あおのすみびと）は、TERU（内村光良）のシングル。

## 概要
- ポケットビスケッツの活動の一貫としてメンバーそれぞれが同日にリリースしたシングルの1枚にあたる。
- 出荷枚数は25万枚、推定売上枚数は9万8540枚（オリコン調べ）。
- ジャケット、ミュージック・ビデオではTERUがピアノを演奏しているように見せているが、実際にはセッション・ピアニストの福田裕彦が演奏している。『ウッチャンナンチャンのウリナリ!!』番組内ではこの事を引き合いにTERUが非難を浴び、『The Ranking』（FM yokohama）にて当楽曲を生演奏し「ミスが5回を超えたらポケビを脱退する」という企画に発展した。ピアノを指導した鍵山実がジャッジとして立ち会う中、辛うじてクリアしたTERUだったが「出来に納得がいかない｣と自ら判定を留保させ、後日1000人を収容したライブを開催し再び生演奏を披露している。
- 発売時期はポケットビスケッツ名義のシングル5作目「POWER」と、6作目「Days/My Diamond」の間にあたる。
- 3人のソロ楽曲で唯一、廉価版ベストアルバム『スーパー・ベスト』に収録された。

## 収録曲
1. 青の住人 (4:54)
作詞・作曲:TERU、編曲:パッパラー河合
2. 青の住人 (ORIGINAL KARAOKE) (4:51)

## 収録アルバム
- THANKS (#1)
- スーパー・ベスト（#1）
- THANKS 20th Edition 〜Pocket Biscuits Single Collection+（#1）